# 茲哈羅克
49°14′8″N 27°37′0″E / 49.23556°N 27.61667°E
茲哈羅克（烏克蘭語：Згарок）是位於烏克蘭西部的村莊，由赫梅利尼茨基州裡赫梅利尼茨基區的沃夫科溫齊市鎮負責管轄。該村始建於1648年，面積1.65平方公里，海拔高度302米，2001年人口440。